# Sládkovičovský park
Sládkovičovský park je chráněný areál ve městě Sládkovičovo v okrese Galanta v Trnavském kraji na Slovensku. Území bylo vyhlášeno v roce 1983 a jeho rozloha je 1,2 hektaru. Předmětem ochrany je park u tamního zámku.